# Phyongun Jungsong
Koordinaten: 38° 59′ 12″ N, 125° 45′ 24″ OPhyongun Jungsong oder auch P'yo'ng-un Chungso'ng ist ein Nutzfahrzeughersteller in Pjöngjang, der Hauptstadt Nordkoreas. Das Unternehmen ist ein Joint Venture zwischen der China Dandong China-DPRK Border Trading Co Ltd. und dem Guidance Bureau of Passenger Transport.

## Geschichte
Gegründet wurde das Joint Venture im September 2009. Die Produktionsfläche umfasst mehr als 10.000 m². Derzeit wird ein Ausstellungsraum errichtet. In Zukunft sollen Service Points errichtet werden die Reparaturen sowie die Ersatzteilversorgung sicherstellen.
Der Sitz ist im Bezirk Sŏngyo-guyŏk (Dong Yongje-dong) neben dem Bahnhof Taedonggang und der Yanggak-Brücke.

## Modelle
Derzeit (2016) werden folgende Bus- und LKW-Modelle produziert:

### Chonmalli
Die LKW-Modelle befinden sich seit 2011 in Serienproduktion, es handelt sich vermutlich um CKD-Bausätze des chinesischen Unternehmens China FAW Group. Je nach Typ können sie 0,5 bis 15 Tonnen transportierten.

### Kŭmgangsan
Der Kŭmgangsan (koreanisch 금강산, benannt nach dem Berg Kŭmgangsan) wird seit 2010 hergestellt und bietet 19 bis 50 Sitzplätze.